# Oberreinbach
Oberreinbach ist ein Dorf und ein Gemeindeteil des südwestlich gelegenen Neukirchen bei Sulzbach-Rosenberg im oberpfälzischen Landkreis Amberg-Sulzbach in Bayern.

## Gemeindezugehörigkeit
Am 1. Januar 1978 wurde Oberreinbach, das zur Gemeinde Holnstein gehörte, mit dieser im Zuge der Gebietsreform in Bayern nach Neukirchen eingegliedert.